# Claude-André Attiret
Pour les articles homonymes, voir Attiret.
Claude-André Attiret est un architecte français, né à Dole le 21 novembre 1751, et mort à Lons-le-Saunier le 18 septembre 1813.

## Biographie
Claude-André Attiret est le fils de l'architecte Antoine-Louis Attiret et de Anne Thérèse Saillard. Il et le frère Claude-François-Marie Attiret, architecte à Riom. Son père est le cousin de Jean-Denis Attiret et Claude-François Attiret.

## Famille
Il s'est marié à Besançon le 20 juin 1780 avec Thérèse Josèphe Barrière, fille de l'orfèvre René-Prothade Barrière (1748-1806) dont il a eu un fils,  Joseph-René-Prothade Attiret (1786-1824), architecte voyer de la ville de Vesoul.

## Construction
- il s'établit à Besançon en 1780 où il réalise une maison, et donne les plans d'une partie des maisons de la place Saint-Pierre, le travail hydraulique du port au bois[2] et le projet du canal Monsieur pour la traversée de la ville.
- aménagement de l'hôtel de ville d'Arbois dans l’ancien couvent des Ursulines.
- fontaine à Mirebel[3] (1813)
- projet pour l'église de Morez (1813), non réalisé du fait de son décès.
- il meurt alors qu'il travaille sur le chantier des nouveaux bâtiments de graduation de la Saline de Montmorot.